# Acer caesium
Espèce
Classification phylogénétique
Statut de conservation UICN

 LC  : Préoccupation mineure
Acer caesium est une espèce de plante du genre Acer de la famille des Aceraceae.